# Никодим (Преображенский)
Епископ Никодим (в миру Николай Иванович Преображенский; 1856, Калужская губерния — 22 февраля [7 марта] 1905, Мещовский монастырь, Калужская губерния) — епископ Русской православной церкви, епископ Забайкальский и Нерчинский.

## Биография
Родился в 1856 году в семье священника Калужской епархии.
Первоначальное образование получил в доме родителей. В 1879 году окончил Калужскую духовную семинарию и поступил в Московскую духовную академию; 7 ноября 1882 года был пострижен в монашество, а 6 декабря рукоположён во иеродиакона; 1 мая 1883 года рукоположён во иеромонаха.
В 1883 году окончил академию со степенью кандидата богословия и 27 августа был назначен смотрителем Коломенского училища.
С 28 января 1885 года — смотритель Звенигородского училища. С 4 мая 1888 года — инспектор Томской духовной семинарии. С 14 августа 1889 года — ректор Иркутской духовной семинарии; 8 сентября того же года возведён в сан архимандрита.
Был хиротонисан 10 мая 1893 года во епископа Киренского, викария Иркутской епархии. Хиротония состоялась в Вознесенском монастыре города Иркутска.
С 14 октября 1896 года — епископ Якутский и Вилюйский.
1 марта 1897 года прибыл в Якутск, встречен гражданским губернатором Якутской области Иркутской губернии В. Н. Скрипицыным. За время пребывания в Якутске совершал объезды подведомственной территории.
27 сентября 1898 года ввиду тяжёлой болезни был переведён на Забайкальскую и Нерчинскуюепархию. В Читу он так и не приехал, и указом Императора Николая II от 24 декабря 1898 года «по прошению уволен на покой <…> в виду болезненного его состояния».
Выбыл из Якутска в феврале 1899 года. Проживал в Мещовском монастыре Калужской епархии, где и скончался 22 февраля (7 марта) 1905 года.